# Melanostoma trochanteratum
Melanostoma trochanteratum är en tvåvingeart som beskrevs av Hull 1964. Melanostoma trochanteratum ingår i släktet gräsblomflugor, och familjen blomflugor. Inga underarter finns listade i Catalogue of Life.